# Janusz Niemiec
Janusz Zbigniew Niemiec (ur. 22 października 1941 w Sanoku jako Janusz Żubryd) – inżynier, specjalista odlewnictwa, działacz społeczny, syn Antoniego i Janiny Żubrydów. Jako dziecko dwukrotnie więziony przez władze komunistyczne, po latach określony jako „najmłodszy więzień Polski Ludowej”.

## Życiorys

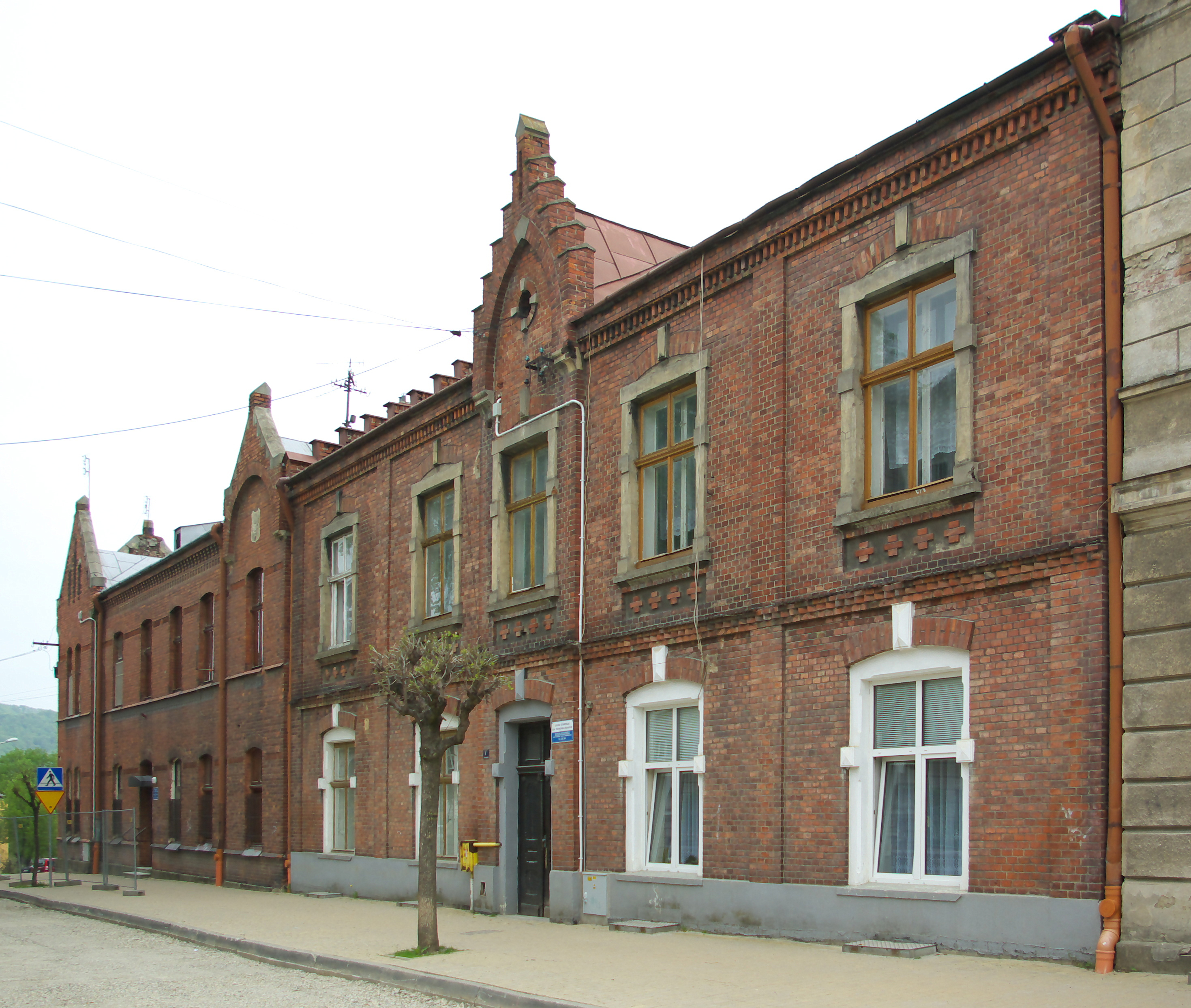
Kamienica przy ulicy Jana III Sobieskiego w Sanoku. Miejsce zamieszkania Janusza Żubryda do 1946

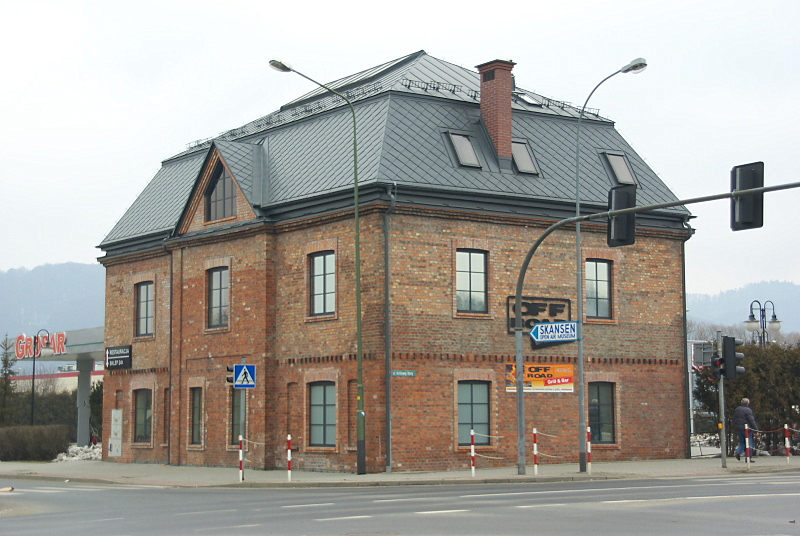
Budynek b. sierocińca przy ul. Adama Mickiewicza w Sanoku

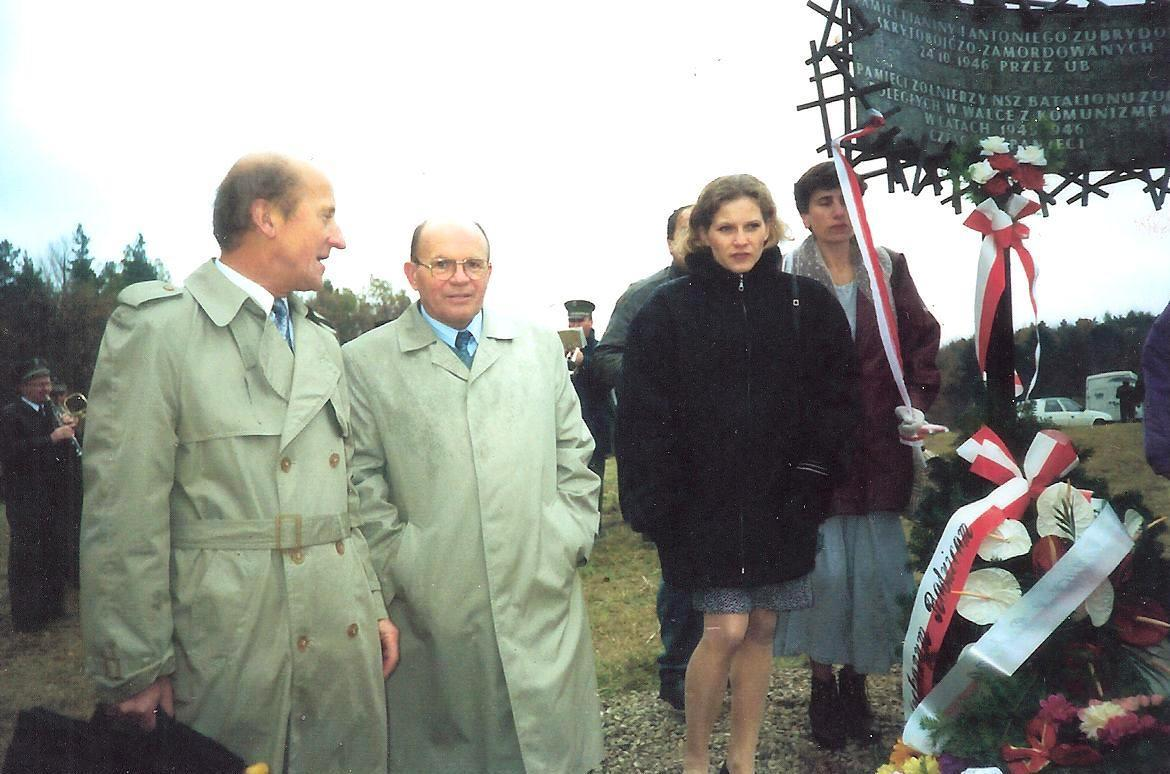
Odsłonięcie krzyża pamiątkowego w Malinówce koło Brzozowa w miejscu zamordowania Antoniego i Janiny Żubrydów. Od lewej: historyk Jerzy Tarnawski oraz Janusz Niemiec z córką Dagmarą (Malinówka, 25 października 1998)

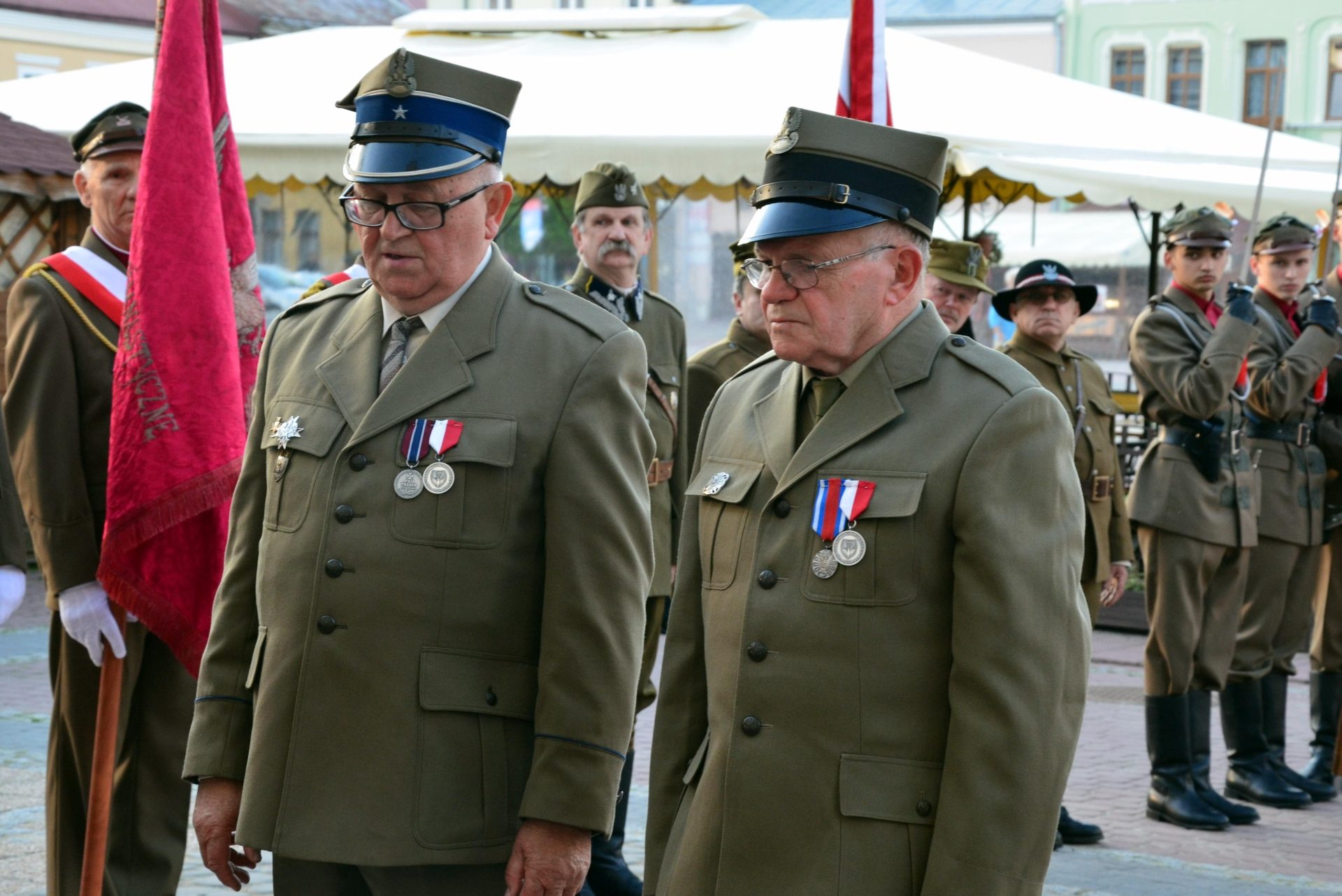
Janusz Niemiec podczas uroczystości 4 czerwca 2014 w Sanoku

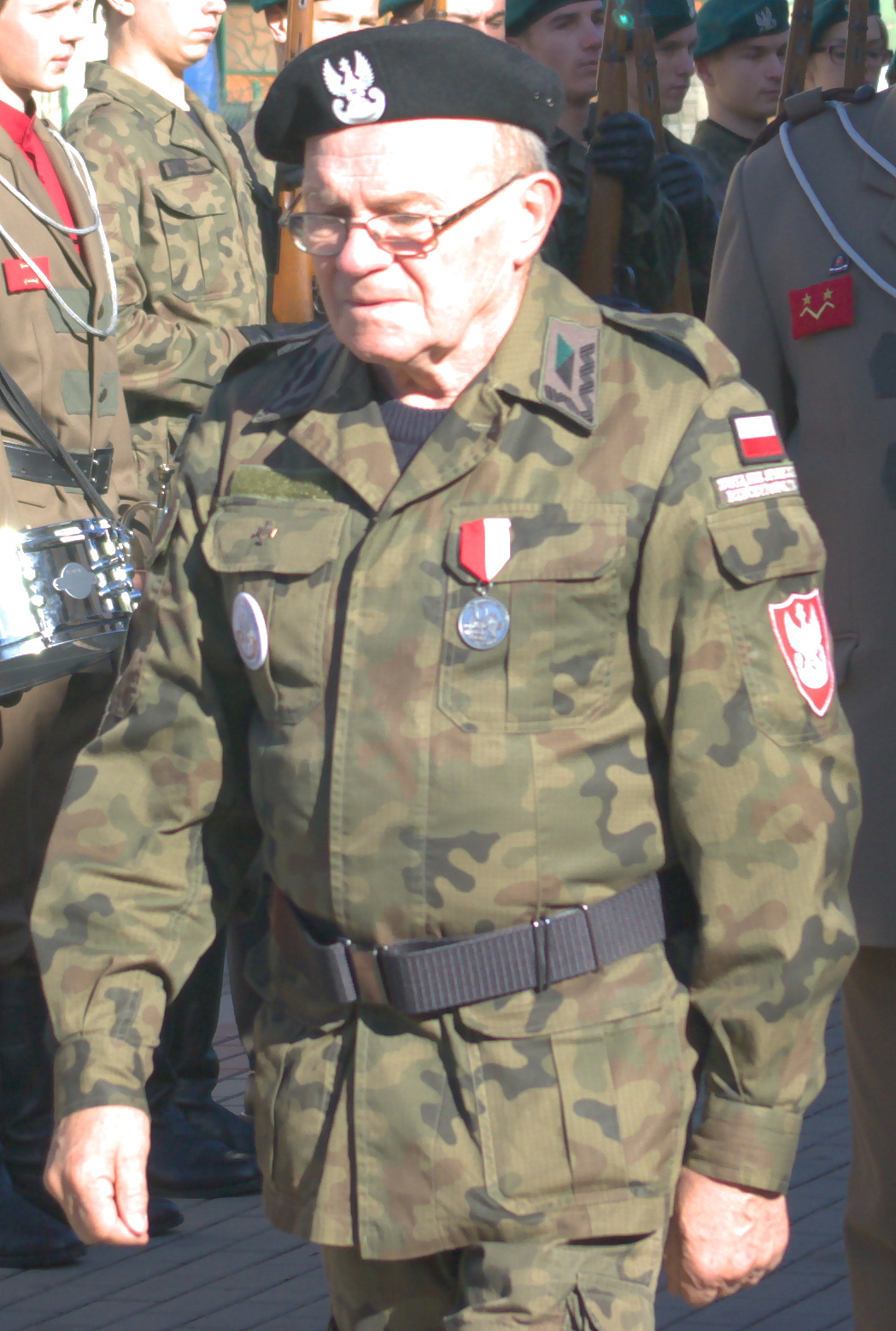
Janusz Niemiec (Zagórz, 2014)

Urodził się w 1941 w Sanoku jako syn Antoniego Żubryda i Janiny z domu Praczyńskiej. Ojciec był podoficerem Wojska Polskiego, uczestnikiem kampanii wrześniowej 1939, od połowy 1945 dowódcą oddziału partyzanckiego Samodzielny Batalion Operacyjny „Zuch” Narodowych Sił Zbrojnych. Matka była zatrudniona w nadleśnictwie oraz wspierała męża w jego działaniach konspiracyjnych i zbrojnych. Z tego względu ich syn miał z nimi ograniczony i nieregularny kontakt (w czasie działalności partyzanckiej Żubrydów był niepostrzeżenie przewożony z Sanoka w miejsce kwaterowania rodziców przez niepełnoletnią kuzynkę Teresę).
Tuż po dezercji jego ojca ze służby w Urzędzie Bezpieczeństwa Publicznego na początku czerwca 1945, funkcjonariusze UB pod dowództwem por. Antoniego Cebuli aresztowali niespełna 4-letniego Janusza Żubryda wraz babką od strony matki, Stanisławą Praczyńską, w kamienicy przy ulicy Jana III Sobieskiego w Sanoku. Został przewieziony do siedziby tamtejszego Powiatowego Urzędu Bezpieczeństwa Publicznego, mieszczącego się w budynku przy ul. Henryka Sienkiewicza 5. Wkrótce, 15 czerwca Antoni Żubryd dokonał zamachu na szefa PUBP w Sanoku, ppor. Tadeusza Sieradzkiego, a następnie partyzanci Żubryda wzięli do niewoli siedmiu funkcjonariuszy załogi posterunku MO w Haczowie i zagrozili rozstrzelaniem milicjantów, jeśli syn Janusz i teściowa Żubryda nie zostaną wypuszczeni. Oboje zostali zwolnieni po kilku dniach przetrzymywania.
W połowie kwietnia 1946, trzy dni przed świętami wielkanocnymi Janusz Żubryd został ponownie aresztowany przez UB, wraz z babką Stanisławą i ciotką Krystyną Praczyńską (ps. „Figa”, działającą w Armii Krajowej). Zostali przewiezieni do Rzeszowa (podczas transportu Janusz Żubryd był trzymany na przednim siedzeniu pojazdu jako swoista „tarcza ochronna” wobec ewentualnej próby odbicia zatrzymanych, wśród których był także Mieczysław Kocyłowski ps. „Czarny” i jego krewni). Według dokumentów udostępnionych przez IPN, Janusz Żubryd został aresztowany 27 maja 1946 z rozkazu szefa WUBP w Rzeszowie jako podejrzany „o współpracę z bandą Żubryda – NSZ”, a od 1 czerwca tego roku był osadzony w areszcie WUBP, mieszczącym się na tamtejszym zamku. Jego babka została zatrzymana w celu sprawowania nad nim opieki na więziennym oddziale dla mężczyzn (ciotka trafiła na oddział dla kobiet). 24 października 1946 Antoni i Janina Żubrydowie zostali zastrzeleni w Malinówce przez agenta UB Jerzego Vaulina ps. „Moskit”, który uprzednio wniknął w szeregi oddziału „Zuch”. Po przewiezieniu zwłok Żubrydów na zamek w Rzeszowie, na początku listopada 1946 ich syn Janusz został zwolniony z więzienia (publikacja IPN podała datę zwolnienia z aresztu w Rzeszowie w dniu 28 sierpnia 1946). Pomimo możliwości oddania go do krewnych (żyły nadal dwie jego babki), został przekazany przez władze komunistyczne do sierocińca prowadzonego przez siostry zakonne i nadzorowanego przez UB, który funkcjonował w obecnym budynku pod adresem ul. Adama Mickiewicza 38 w Sanoku (paradoksalnie dom dziecka w Sanoku władze komunistyczne utworzyły na przełomie 1946/1947 celem umieszczenia w nim dzieci-sierot po rodzicach zmarłych – według ówczesnego przekazu – od kul bandy Żubryda i kul UPA). Stamtąd w niewyjaśnionych okolicznościach wyprowadziła go siostra matki, Stefania (po mężu Niemiec), po czym zabrała ze sobą na Śląsk.
Do 1953 zamieszkiwał w Zabrzu, gdzie jego przybrany ojciec Jan Niemiec, były więzień niemieckich obozów koncentracyjnych, jako specjalista budowy dróg i mostów pracował w przedsiębiorstwie Mostostal. W okresie nauki w szkole podstawowej Janusz Żubryd został formalnie adoptowany przez małżeństwo Stefanii i Jana Niemców, wskutek czego przyjął ich nazwisko. Po awansie zawodowym Jana Niemca, w 1953 zamieszkał w Warszawie. Tam od 1956 uczęszczał do liceum ogólnokształcącego. W tym czasie wstąpił do Związku Harcerstwa Polskiego, został zastępowym, a następnie przybocznym 33 Warszawskiej Drużyny Harcerskiej im. Gen. Mierosławskiego. 
Zdał maturę w 1960, po czym wstąpił do Oficerskiej Szkoły Wojsk Chemicznych w Krakowie, której nie ukończył z powodu kontuzji. W 1961 rozpoczął studia na Politechnice Warszawskiej, które ukończył w 1966 z tytułem magistra inżyniera w specjalności odlewnictwo. Studia podyplomowe ukończył na Akademii Górniczo-Hutniczej w Krakowie. Pracował jako starszy technolog w Końskich, główny technolog w Stąporkowie, kierownik hali odlewniczej stalowni elektrycznej i kierownik wydziału ciągłego odlewania stali Huty Ostrowiec w Ostrowcu Świętokrzyskim. W latach 70 i 80. przez 12 lat pracował w Zakładach Mechanicznych „Ursus” na stanowisku głównego odlewnika.
W okresie PRL, od 1966 aż do rozwiązania należał do PZPR. Był też członkiem ORMO. Według Zygmunta Wrzodaka, który również pracował w „Ursusie”, Niemiec jako zakładowy komendant ORMO, miał pacyfikować strajki w okresie stanu wojennego, a w nagrodę mianowano go kierownikiem zespołów odlewni żeliwa i głównym odlewnikiem. Wg Wrzodaka przez działaczy miejscowej Solidarności był podejrzewany, że jest funkcjonariuszem SB.
Odbywał szkolenia zawodowe w Szwecji, Czechosłowacji i Jugosławii. W 1986 delegowany na kontrakt do Nigerii, gdzie pracował na stanowisku dyrektora technicznego w odlewni żeliwa do 1996. Po powrocie do Polski, aż do przejścia na emeryturę był zatrudniony na stanowisku dyrektora technicznego w firmie MAR-GRAN.
Po 1989 otrzymał status kombatanta. Decyzją Sądu Wojewódzkiego w Rzeszowie otrzymał zadośćuczynienie za pobyt w więzieniu w 1946. Z uwagi na dwukrotne aresztowanie i osadzenie w wieku dziecięcym z lat 1945 i 1946 został określony jako „najmłodszy więzień polityczny Polski Ludowej”.
W 1998 Janusz Niemiec ufundował krzyż upamiętniający swoich rodziców, ustanowiony w pobliżu miejsca ich zamordowania. W 1999 powstał film pt. List do syna (1999) (reżyseria: Iwona Bartólewska, film dokumentalny, 1999), którego fabuła bazowała na liście, który przekazał Jerzy Vaulin Januszowi Niemcowi. Wyświetlenie filmu w Telewizji Polskiej zostało zablokowane przez Jerzego Vaulina, który napisał list do TVP, twierdząc, że film jest obarczony wadą prawną, polegającą na tym, że reżyserka nie zapłaciła mu honorarium autorskiego za wykorzystany w filmie „utwór literacki”, za jaki Vaulin uznał swój list do syna zamordowanych Żubrydów.
Janusz Niemiec został częstym gościem spotkań i prelekcji organizowanych np. przez oddziały terenowe Instytutu Pamięci Narodowej lub społeczności lokalne celem upamiętnienia i propagowania wiedzy o żołnierzach wyklętych, jednym z inicjatorów upamiętnienia żołnierzy Samodzielnego Batalionu Operacyjnego NSZ „Zuch”. Został pomysłodawcą i uczestnikiem cyklicznej akcji pod nazwą Rajd Pieszy Szlakami Żołnierzy Wyklętych mjr Antoniego Żubryda „Zucha”, zaangażował się także w Rajd historyczny Szlakami Żołnierzy Wyklętych mjr. Józefa Kurasia „Orła”, „Ognia”. Został członkiem powstałego w 2012 r. Związku Strzeleckiego Rzeczypospolitej. Został współpatronem projektu „Powinniśmy wracać po swoich”, zaplanowanego na lata 2013–2015 programu badawczego i dokumentacyjnego poświęconego osobom związanym z działalnością Zgrupowania Oddziałów Partyzanckich VII Okręgu Śląskiego Narodowych Sił Zbrojnych. Dokonał odsłonięcia tablic upamiętniających żołnierzy Samodzielnego Batalionu Operacyjnego NSZ „Zuch” Antoniego Żubryda w dniu 4 czerwca 2014 w Sanoku i 26 października 2014 w Zagórzu. Był współzałożycielem i został członkiem organu nadzoru założonego w 2016 Stowarzyszenia Dzieci Żołnierzy Wyklętych.
Wspomnienia Janusza Niemca z procesu w sprawie zabójstwa jego rodziców przed sądem w Krośnie 1999-2002 zostały zawarte w rozdziale „Twarzą w twarz z zabójcą” książki pt. Rzecz o majorze Antonim Żubrydzie autorstwa Waldemara Basaka, wydanej powtórnie w 2010. Rozmowa z Januszem Niemcem została zawarta w książce autorstwa Kajetana Rajskiego pt. Wilczęta. Rozmowy z dziećmi Żołnierzy Wyklętych opublikowanej w 2014. W 2016 Telewizja Trwam wyprodukowała reportaż pt. Historia Antoniego Żubryda, w którym wystąpił Janusz Niemiec oraz historycy Andrzej Romaniak i Krzysztof Kaczmarski.
Janusz Niemiec ożenił się z Izabelą, ma dwoje dzieci: córkę Dagmarę i syna Rafała, który dla uczczenia dziadka powrócił do pierwotnego nazwiska ojca – Żubryd. Po przejściu na emeryturę Janusz Niemiec w 2006 zamieszkał w Mirocinie Średnim.

## Odznaczenia i wyróżnienia
- Odznaka 70-lecia NSZ (2013, przyznana przez Związek Żołnierzy Narodowych Sił Zbrojnych)[30][31].
- Statuetka pamiątkowa Ministerstwa Obrony Narodowej (2016)[32].